# 曼宁 (北达科他州)
曼寧（英語：Manning）是位於美國北達科他州鄧恩縣的普查規定居民點。此地為鄧恩縣的縣治，亦是州內唯一非建制縣城。

## 人口
根據2020年美國人口普查的數據，曼寧的面積為1.49平方千米，皆為陸地。當地共有人口47人，而人口密度為每平方千米31.54人。